# Dendrobium barbatum
Dendrobium barbatum är en orkidéart som beskrevs av Jacob Gijsbert Samuel van Breda. Dendrobium barbatum ingår i släktet Dendrobium, och familjen orkidéer. Inga underarter finns listade i Catalogue of Life.

## Bildgalleri

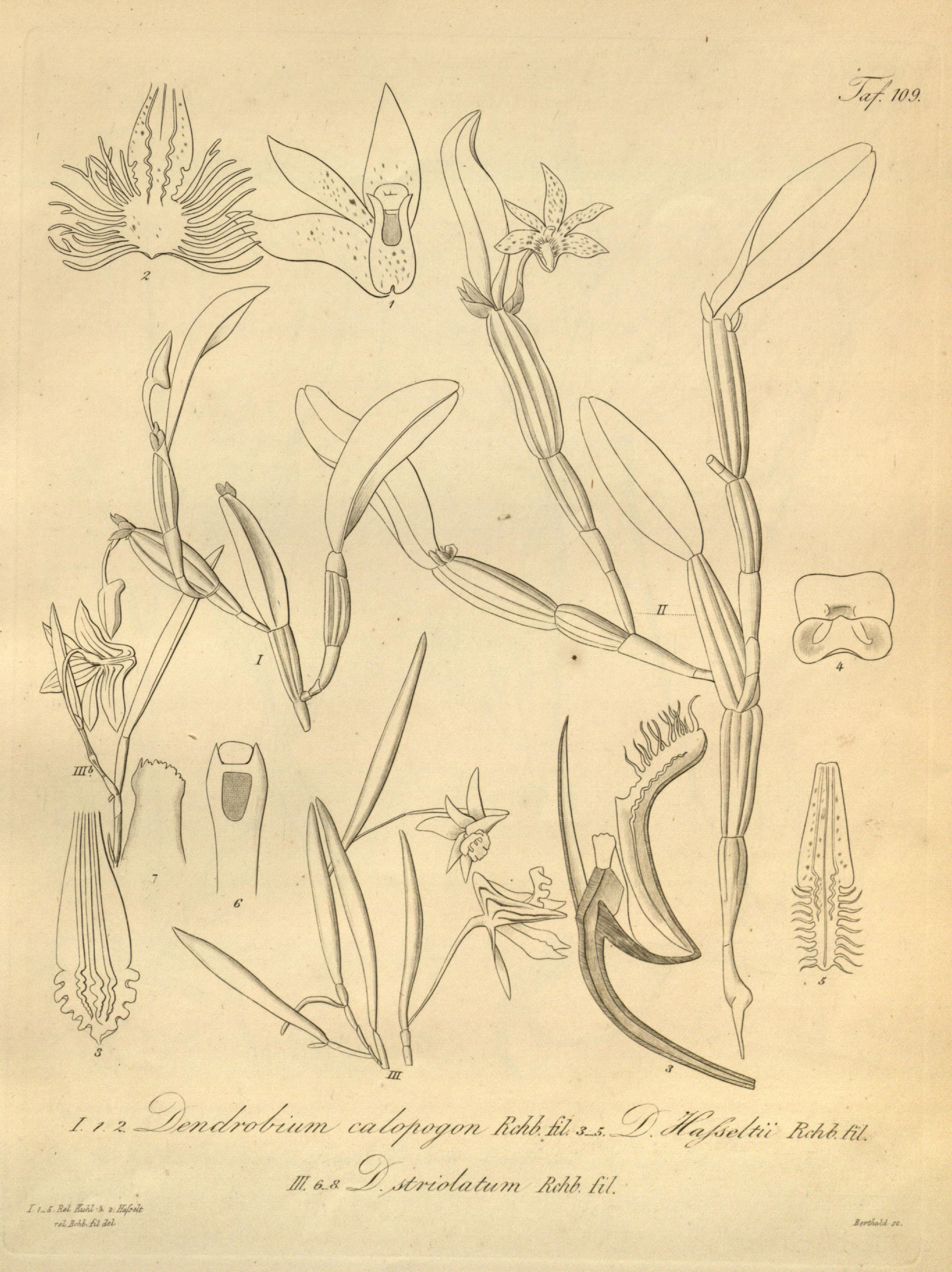